# Casa materna
Casa materna (Ich glaub' nie mehr an eine Frau) è un film del 1930 diretto da Max Reichmann.
Il film segna l'esordio cinematografico di uno dei più celebri attori tedeschi, Gustaf Gründgens.

## Trama
Stefan si è ritirato ormai dalle scene: cantante famoso, si è allontanato dal suo pubblico a causa di una delusione amorosa. Imbarcatosi su una nave che lo deve riportare a casa, conosce il marinaio Pieter di cui diventa amico. Pieter si innamora di una ragazza che però scopre essere sua sorella, diventata prostituta. Stefan aiuto Pieter a riportare la ragazza dalla madre: delusi ancora una volta dalle donne, i due amici decidono di andarsene via.

## Produzione
Il film fu prodotto dalla Münchner Lichtspielkunst AG (Emelka).

## Distribuzione
Distribuito dalla Bayerische Film, il film uscì nelle sale cinematografiche tedesche il 3 febbraio 1930. Negli Stati Uniti, venne distribuito dalla Bavarian Film Company.
In Italia venne distribuito dalla Emelka nel 1933.